# 司馬晃 (新蔡王)
司马晃（?—?），东晋宗室，汝南文成王司马亮玄孙，汝南怀王司马矩曾孙，汝南威王司马祐之孙，新蔡王司馬邈之子。
太和元年（366年）三月司馬邈去世。司马晃袭封新蔡王（治今河南省新蔡县），拜散骑侍郎。咸安元年（371年）十一月辛亥，桓温派弟弟桓秘逼新蔡王司马晃去西堂，自诬与太宰武陵王司马晞、著作郎殷涓、太宰长史庾倩、掾曹秀、舍人刘彊等谋反。于是朝廷把他们收付廷尉，等待诛杀。晋简文帝不许，桓温于是徙司马晞至新安郡，家属都跟从，族诛殷涓，废司马晃徙至衡阳郡。太元九年（384年）十月庚午，晋孝武帝立其弟司马崇继司馬邈后，封新蔡王。
| 前任： 司馬邈 | 晋朝新蔡王 367年－371年 | 繼任： 司马崇 |